# Thuis (seizoen 1)
Voor een overzicht van de afleveringen zie Lijst van afleveringen van Thuis (seizoen 1)
Het eerste seizoen van Thuis startte op 23 december 1995. Het seizoen werd elke werkdag uitgezonden op TV 1, dat later hernoemd is als één. In oktober 2005 werd het voltallige seizoen uitgebracht op dvd.
Thuis startte met vooral nieuwe acteurs. De schrijvers wilden personen die alleen maar herkend werden als hun personage. Met uitzondering van Janine Bischops en Leah Thys.
De themesong werd gezongen door Isabelle A. De muziek was van de hand van Georges De Decker.

## Verhaal

### Verkeerde vrienden
Bianca en Peggy hebben vrienden in het drugsmilieu. Bianca valt voor de dealer Neil Feyaerts. Hij is erg dominant en verkracht haar. Later wordt ze verliefd op Tom De Decker. Peggy heeft een zwak voor Bennie De Taeye, een dealer, maar kiest tot grote vreugde van Rosa voor Robbe.

### Frank en Simonne
Bij Jenny barst de bom wanneer blijkt dat haar echtgenoot Frank het zoveelste slippertje maakte met een zekere Simonne Backx. Hun dochter Bianca kan Franks zoveelste slippertje moeilijk vergeven en verhuist met Jenny naar Huize de Decker. Later gaat Bianca een tijdje naar Groningen voor een uitwisselingsproject.

### Het gezin De Decker
Marianne Bastiaans en dokter Walter De Decker leven al jaren gescheiden. Walter vindt opnieuw geluk bij Rosa. Maar er zijn kapers op de kust: Jenny, Rosa's zus, heeft ook een boon voor Walter. Na vele jaren staat Marianne plots weer voor de deur. Hoewel haar huwelijk niets meer voorstelt, kan Marianne Walter niet loslaten.
Hun jongste zoon Tom verwaarloost zijn studies en stort zich samen met zijn vriend Robbe op een fietsenproject.

### Ann's liefdesproblemen
Dochter Ann is voor het eerst stapelverliefd op een zekere John. Maar wanneer blijkt dat hij gehuwd is en twee kinderen heeft, stort haar leven in. Walter kan maar net vermijden dat haar zelfmoordpoging fataal afloopt. Ann gaat om alles te verwerken een tijdje naar Toscane om er eens na te denken over haar leven, ze wou zelfs Marianne niet meer zien, die haar probeerde te helpen na haar zelfmoordpoging.

### Sanitair Vercammen
Frank krijgt problemen na een staking. Simonne wil zijn ontslag voorkomen en gaat met Vercammen, zijn baas, naar bed. Frank heeft opnieuw zijn eigen loodgietersbedrijf. Dit loopt met een sisser af.

### Harry en Ingrid
Harry en Ingrid, een nieuw koppel in het dorp, hebben zopas een nieuwe loft gekocht. Harry is beeldhouwer en kunstenaar. Harry moet een affiche ontwerpen voor een zekere Vervust die pillen maakt, en Vervust keurt de affiche van Harry goed. Briers heeft slechte medicamenten geleverd aan het home waar dokter Walter mee samenwerkt, de pillen kwamen van Vervust.

### Is Luc de vader van Peggy?
Luc Bomans, broer van Frank en ex-vriend van Rosa, keert na vele jaren terug uit Amerika. Iedereen denkt dat hij de vader is van Rosa's dochter Peggy.

## Cast

### Vaste cast
Het eerste seizoen telt 90 afleveringen
| Acteur/Actrice            | Personage        | Status              |
| ------------------------- | ---------------- | ------------------- |
| Janine Bischops           | Jenny Verbeeck   | Complete seizoen    |
| Pol Goossen               | Frank Bomans     | Complete seizoen    |
| Merel De Vilder Robier    | Bianca Bomans    | Aflevering 1 tot 57 |
| Annick Segal              | Rosa Verbeeck    | Complete seizoen    |
| Sally-Jane Van Horenbeeck | Peggy Verbeeck   | Complete seizoen    |
| Rik Andries               | Walter De Decker | Complete seizoen    |
| Monika Van Lierde         | Ann De Decker    | Complete seizoen    |
| Donald Madder             | Tom De Decker    | Complete seizoen    |

### Nieuwe rollen
De rollen die in de loop van het seizoen een grote rol speelden
| Acteur/Actrice | Personage           | Status                           |
| -------------- | ------------------- | -------------------------------- |
| Marleen Merckx | Simonne Backx       | Complete seizoen                 |
| Leah Thys      | Marianne Bastiaens  | Aflevering 4 tot 24 en 52 tot 90 |
| Ann Petersen   | Florentine Rousseau | Aflevering 33 tot 90             |

### Gastrollen
| Acteur/Actrice      | Personage          | Status                                                                                     |
| ------------------- | ------------------ | ------------------------------------------------------------------------------------------ |
| Doris Van Caneghem  | Felicienne Lejeune | Complete seizoen                                                                           |
| Mark Tijsmans       | Bennie De Taeye    | Aflevering 1 tot 48 Aflevering 59 tot 66                                                   |
| Chris Cauwenberghs  | Fernand Verbist    | Aflevering 2 tot 3 Aflevering 51 Aflevering 60 tot 61                                      |
| Miek Van Bocxtaele  | Hannah             | Aflevering 7 tot 33 Aflevering 40 tot 43                                                   |
| Pierre Callens      | John De Brabander  | Aflevering 9 tot 54 Aflevering 85                                                          |
| Gert Lahousse       | Neil Feyaerts      | Aflevering 10 tot 30                                                                       |
| Robert Borremans    | Karel Briers       | Aflevering 13 Aflevering 33 tot 35 Aflevering 41 Aflevering 51 tot 52 Aflevering 60 tot 69 |
| Jeroen Maes         | Steven             | Aflevering 12 tot 21 Aflevering 41 tot 83                                                  |
| Veerle Luts         | Elke Vervust       | Aflevering 20 tot 21 Aflevering 42 tot 90                                                  |
| Jos Geens           | Rudi Sterckx       | Aflevering 30 Aflevering 43 tot 48                                                         |
| Ann Hendrickx       | Ingrid Michiels    | Aflevering 47 tot 90                                                                       |
| Karel Vingerhoets   | Harry Moeyaerts    | Aflevering 47 tot 90                                                                       |
| Sjarel Branckaerts  | Robert Vercammen   | Aflevering 47 tot 90                                                                       |
| Annemarie Picard    | Agnes Raemaecker   | Aflevering 48 tot onbekend                                                                 |
| Axel Daeseleire     | Robbe Canaerts     | Aflevering 48 tot 51 Aflevering 58 tot 90                                                  |
| Marc Schillemans    | Jean-Paul Vervust  | Aflevering 64 tot 89                                                                       |
| Elisabeth Boor      | Jessica            | Aflevering 82 tot 90                                                                       |
| Katrien Vandendries | Carolien           | Aflevering 20 tot 73                                                                       |

Seizoenen: Seizoen 1 · Seizoen 2 · Seizoen 3 · Seizoen 4 · Seizoen 5 · Seizoen 6 · Seizoen 7 · Seizoen 8 · Seizoen 9 · Seizoen 10 · Seizoen 11 · Seizoen 12 · Seizoen 13 · Seizoen 14 · Seizoen 15 · Seizoen 16 · Seizoen 17 · Seizoen 18 · Seizoen 19 · Seizoen 20 · Seizoen 21 · Seizoen 22 · Seizoen 23 · Seizoen 24 · Seizoen 25

Personages: Frank Bomans . Rosa Verbeeck . Ann De Decker . Simonne Backx . Marianne Bastiaens . Waldek Kozinski . Femke De Grote . Nancy De Grote . Peter Vlerick . Paulien Snackaert . Leo Vertongen . Tim Cremers . Tom De Decker . Mayra Magiels . Judith Van Santen . Emma Van Damme . Stan Van Damme . Lowie Bomans . Olivia Hoefkens . Dieter Van Aert . Kaat Bomans . Wout van Aert . Sandrine De Decker . Peggy Verbeeck . Bennie De Taeye . David Magiels . Julia Van Capelle . Luc Bomans . Renzo Fierens . Ivo Courtois . Toon Vrancken . Jana Blomaert . Yvette De Schrijver . Jenny Verbeeck . Bianca Bomans . Ellen Blomaert . Jens De Belder . Geert Smeekens . Tibo Timmermans . Katrien Snackaert . Bram Schepers . Lynn Courtois . Guy De Herdt . Kasper Adayef . Rafael Campo . Lena Boons . Fien Roels . Stijn De Belder . Freddie Colpaert . Mo Fawzi . Nina Oostvoghels . Cois Pelckmans . Kris Moreels . Youri Lavrov . Jelena Leshi . Herman Schepers . Barbara Vinck . Bruno Moreels . Pierre Snackaert . Jean-Marie Vandam . Sylvain Geens . Eric Bastiaens . Martine Lefever . Sam Bastiaens . Dorien De Backer . Mike Van Notegem . Claire Bastiaens . Inge Verheyen . Youssef Bakali . Daisy Vandenkerckhove . Odette Julémont . Sandrine Verbeelen . Leontien Vercammen . Julie Van Sevenant . Werner Van Sevenant . Eva Verbist . Maarten Reimers . Mathilde Reimers . Robert Reimers . Manfred Stein . Walter Frans . Maaike Mertens . Arthur Verbeeck . Lily Somers . Manon Raeman . Jan Reimers . Willy Pleysier . Florentine Rousseau . Joeri Verbist . Roger Van De Wiele . Valerie Wijndaele . Felicienne Lejeune . Sabine Verbist . Linda Lievens . Kristoff Verbist . Dirk Van Baelen . Pierre Vinck . Yves Akkermans . Fernand Verbist . Rudi Sterckx . Robbe Canaerts . Harry Moeyaerts . Ingrid Michiels . Lou Swertvaeghers . Neil Feyaerts . Robert Vercammen . Walter De Decker